# Salvador López Becerra
Salvador López Becerra nació en Málaga en 1957. A su condición de poeta se añade su rica labor editora y hombre de acción cultural. 
Con cerca de una treintena de libros en poesía y prosa publicados, ya desde muy joven comenzó a figurar como uno de los autores más destacados de su generación, estando presente en significativas antologías de ámbito nacional y reseñado en  considerados manuales, diccionarios y estudios críticos de poesía española contemporánea como “Enciclopedia Universal Ilustrada Espasa-Calpe”; “Gran Enciclopedia de Andalucía”; “La poesía del Siglo XX, Historia Crítica de la Literatura Hispanoamericana”; “Historia y Crítica de la Literatura Española” o “Diccionario de Literatura Española e Hispanoamericana”...  
Su obra se encuentra traducida a varios idiomas: albanés, árabe, francés, holandés, inglés y portugués. Entre su amplia bibliografía, se encuentra: “El Patio”, “Icástica”, “Riente Azar”,” “Afán de la Luz” “Lava” “Volvntad del Fvego”, “Riente Azar” “La Gacela y el Palmeral”, “Derechos del Corazón,” “Mudra” “Gozo Comunicado”, “Cotidiana”...
Por su dedicación y reconocida bibliografía sobre  Marruecos, país en el que ha vivido y recorre desde hace décadas, es señalado como  uno de los más cualificados entendidos de la cultura del país vecino. Sus trabajos literarios y estudios de campo vienen siendo publicados bajo el título común de “Cuadernos del Atlas”. Aquí citaremos solo algunos: “Fábulas populares del medio Atlas”; “Kilim” “Kabileño”, “Entiznar: Introducción al tatuaje marroquí” “Guía intima de Marruecos” o “Jizana: Breviario de cocina popular marroquí”.
A finales de los años noventa del pasado siglo, tras una intensa actividad poética y editora decide apartarse de la esfera literaria y social para dedicarse por entero a una búsqueda de interiorización espiritual. Viaja  por  Bhutan, India, Nepal y Tíbet hasta establecer su residencia en Marruecos. Años después se traslada a Brasil donde vive cuatro años visitando Argentina, Paraguay y Uruguay. En la actualidad vive en Málaga. Entre otras funciones, ha sido:Director del Instituto Cervantes y Cónsul para asuntos de Educación en Curitiba (Brasil).
Director del Instituto Cervantes en Marruecos (Fez, Mequínez, Alhucemas, Ifrán y Nador.)
Agregado en la Embajada de España en Marruecos. 
Miembro fundador y Presidente del Ateneo Hispano-Marroquí.
Miembro de honor de AEMLE, “Asociación de escritores marroquíes en lengua española.”
Miembro de Honor del “Consejo mundial de marroquíes residentes en el extranjero”. 
Presidente del Ateneo de Málaga
Vicepresidente de la Federación Nacional de Ateneos de España
Asesor de la Consejería de educación de la Junta de Andalucía en el proyecto “Poetas en el aula” y Asesor del Centro Hispano-Marroquí.